# Konzertierte Aktion im Gesundheitswesen
Die Konzertierte Aktion im Gesundheitswesen (KAiG) wurde mit dem Gesetz zur Dämpfung der Ausgabenentwicklung und zur Strukturverbesserung in der gesetzlichen Krankenversicherung (Krankenversicherungs-Kostendämpfungsgesetz – KVKG) vom 27. Juni 1977 etabliert (damals § 405a Reichsversicherungsordnung, später § 141 SGB V). Sie war ein Beratungsgremium mit Vertretern der an der gesundheitlichen Versorgung der Bevölkerung beteiligten Gruppen. Mit der Konzertierten Aktion im Gesundheitswesen wurde vor allem versucht, die Ausgabenentwicklung in der (sozialen) Krankenversicherung einer Globalsteuerung zu unterwerfen.
Die KAiG war das Ergebnis eines Kompromisses zwischen der sozial-liberalen Regierung und der Opposition von CDU/CSU, die damals die Mehrheit im Bundesrat stellte. Der Gesetzentwurf der Bundesregierung enthielt die KAiG nicht, sondern weitergehende Vorstellungen zur Kostendämpfung. Der Bundesrat rief daraufhin den Vermittlungsausschuss an und dessen Beschlussempfehlung führte zur KAiG.

## Beteiligte
Das Gesetz sah vor, dass Vertreter der Krankenkassen und des Verbandes der privaten Krankenversicherung, der Ärzte, Zahnärzte, Krankenhausträger, Apotheker, Arzneimittelhersteller, Gewerkschaften und Arbeitgeberverbände, Länder und Kommunen, Gesundheitshandwerker und Heilmittelerbringer, des Kur- und Bäderwesens, der Pflegeberufe, der freien Wohlfahrtspflege, der Behinderten- und Verbraucherverbände beteiligt werden sollten. Das Bundeswirtschaftsministerium, das Bundesministerium für Arbeit und Sozialordnung und das Bundesfamilienministerium waren zu beteiligen.
Die KAiG bestand als eine gesetzlich vorgesehene Einrichtung zentraler beteiligter Verbände im Gesundheitswesen von 1977 bis 2003, um eine Kostendämpfung im Gesundheitswesen herbeizuführen. Sie wurde mit dem GKV-Modernisierungsgesetz Ende 2003 wieder abgeschafft.
Die Mitglieder der KAiG wurden vom zuständigen Bundesministerium berufen (bis 1991 das Bundesministerium für Arbeit und Sozialordnung, danach das Bundesministerium für Gesundheit).

## Ziele
Ziel der KAiG war es, durch freiwillige Vereinbarungen Maßnahmen der Ausgabenbegrenzung im Gesundheitswesen zu erreichen. Die Mitglieder der KAiG trafen sich im Regelfall zwei Mal jährlich. Sie sollten
1. medizinische und wirtschaftliche Orientierungsdaten und
2. Vorschläge zur Erhöhung der Leistungsfähigkeit, Wirksamkeit und Wirtschaftlichkeit im Gesundheitswesen entwickeln und diese miteinander abstimmen (Konzertierte Aktion im Gesundheitswesen).[7] Außerdem sollten die Mitglieder
3. Empfehlungen zu den einzelnen Versorgungsbereichen abgeben, insbesondere auch zur Veränderung der Vergütungen in diesen Bereichen.

Während in den ersten Jahren der KAiG zahlreiche Empfehlungen verabschiedet wurden, sank später der Einigungswille der Beteiligten. Ab Mitte der 1990er Jahre wurde die KAiG daher auch nicht mehr einberufen. Von Beobachtern wurde angemerkt, das Modell, Verständigung über Einschnitte für die Betroffenen durch korporative Aktionen zu erzielen, entspräche einem überkommenen Bild von Wirtschaft und Gesellschaft; die Beseitigung der KAiG sei daher folgerichtig.
Mit dem Gesundheitsreformgesetz von 1988 war zur Unterstützung der Konzertierten Aktion die gesetzliche Grundlage für einen Sachverständigenrat (Sachverständigenrat für die Konzertierte Aktion im Gesundheitswesen; SVRKAiG nach § 142 Absatz 2 SGB V) gelegt worden. Mit Abschaffung der Konzertierten Aktion durch das GMG wurde die Rechtsgrundlage entsprechend geändert und das Gremium firmiert seit dem 1. Januar 2004 als „Sachverständigenrat zur Begutachtung der Entwicklung im Gesundheitswesen“.
Am 31. Januar 1990 gehörten dem Rat an Martin Michael Arnold, Klaus-Dirk Henke, Heinz Losse, Martin Pfaff, Hans-Konrad Selbmann, Ernst-Eberhard Weinhold und Detlev Zöllner.

## Hinweise
Nach dem Deutschen Wörterbuch ist eine konzertierte Aktion eine „aufeinander abgestimmte Aktion.“ Dieses Abstimmen wie in einem Instrumentalkonzert führte zum Namen der Maßnahme.
Die Konzertierte Aktion im Gesundheitswesen darf nicht mit einer konzertierten Aktion verwechselt werden. Das ist ein Schlagwort für eine Wirtschaftspolitik, die zum Ziel hat, die Entwicklung von Löhnen und Preisen durch Lohnleitlinien und „konzertierte“, das heißt gemeinsam abgesprochene, Aktionen von Staat und Sozialpartnern zu kontrollieren.
Zusätzlich muss beachtet werden, dass sich auch der Sachverständigenrat zur Begutachtung der gesamtwirtschaftlichen Entwicklung wiederholt zu gesundheitsökonomischen Fragestellungen äußerte. Denn nach § 142 Absatz 1 SGB V wurde bei den Beratungen der Konzertierten Aktion im Gesundheitswesen der Jahreswirtschaftsbericht der Bundesregierung berücksichtigt.